# Mine de Telfer
 (mars 2025).
La mine de Telfer est une mine à ciel ouvert de cuivre et d'or située en Australie-Occidentale,,.